# Нижние Ключи
Нижние Ключи — село в Нерчинском районе Забайкальского края России. Административный центр и единственный населённый пункт сельского поселения «Нижнеключевское».

## География
Село находится в юго-восточной части района, на левом берегу реки Шилки, на расстоянии примерно 14 километров (по прямой) к востоку от города Нерчинска. Абсолютная высота — 657 метров над уровнем моря.
Климат
Климат характеризуется как резко континентальный, с продолжительной холодной зимой. Средняя температура самого тёплого месяца (июля) составляет 18 — 20 °С (абсолютный максимум — 38 °С). Средняя температура самого холодного месяца (января) — −28 — −30 °С (абсолютный минимум — −54 °С). Годовое количество осадков — 300—350 мм. Продолжительность безморозного периода составляет 100—110 дней.
Часовой пояс
Село Нижние Ключи находится в часовой зоне МСК+6. Смещение применяемого времени относительно UTC составляет +9:00.

## История
Основано в начале XVIII века семьёй ссыльных старообрядцев на месте стоянки эвенков. В дальнейшем стало местом поселения каторжан.

## Население
| 1989 | 2002 | 2010 | 2012 | 2013 | 2014 | 2015 |
| ---- | ---- | ---- | ---- | ---- | ---- | ---- |
| 641  | ↘590 | ↘498 | ↘473 | ↘469 | ↘466 | ↘460 |
| 2016 | 2017 | 2018 | 2019 | 2020 | 2021 |      |
| ↘456 | ↘454 | ↘448 | ↘443 | ↗447 | ↘421 |      |

Половой состав
По данным Всероссийской переписи населения 2010 года в гендерной структуре населения мужчины составляли 49,2 %, женщины — соответственно 50,8 %.
Национальный состав
Согласно результатам переписи 2002 года, в национальной структуре населения русские составляли 98 % из 590 чел.

## Инфраструктура
В селе находится 7 улиц, Средняя школа, Детский сад, Фельдшерско-акушерский пункт, станция Электропоезда и кладбище. Также есть памятник односельчанам погибшим вовремя Великой Отечественной войны